# Bocchoris manuselalis
Bocchoris manuselalis is een vlinder uit de familie van de grasmotten (Crambidae), uit de onderfamilie van de Spilomelinae. De wetenschappelijke naam van deze soort is voor het eerst voorgesteld door Lionel Walter Rothschild in een publicatie uit 1915.
De soort komt voor in Indonesië (Seram).